# Джул, Джерри
Дже́рри Джул (англ. Jerry Juhl; 27 июля 1938, Сент-Пол — 26 сентября 2005, Сан-Франциско) — американский сценарист.

## Биография
Первоначально был нанят Джимом Хенсоном для шоу Sam and Friends как кукольник и сценарист, но скоро полностью сосредоточился на написании сценариев. Почти все сценарии Джула так или иначе связаны с проектами Хенсона: они вместе работали над «Улицей Сезам», затем в программах «Маппет-шоу», «Скала Фрэглов», а также в многочисленных полнометражных фильмах о маппетах. Иногда выступал как продюсер. Появлялся в нескольких документальных фильмах о Джиме Хенсоне. В августе 2005 года у Джула был обнаружен рак поджелудочной железы, через пять недель сценарист умер. С 1965 года и до конца жизни был женат на Сьюзен Джул.

## Избранные телепрограммы
- 1961 — Sam and Friends
- 1969 — Улица Сезам / Sesame Street
- 1976—1981 — Маппет-шоу / The Muppet Show
- 1983—1987 — Скала Фрэглов / Fraggle Rock
- 1989 — The Jim Henson Hour

## Избранная фильмография
- 1979 — Маппеты / The Muppet Movie
- 1981 — Большое кукольное путешествие / The Great Muppet Caper
- 1992 — Рождественская песнь маппет-шоу / The Muppet Christmas Carol
- 1996 — Остров сокровищ маппетов / Muppet Treasure Island
- 1999 — Маппет-шоу из космоса / Muppets from Space

## Награды
- 1970 — премия «Эмми» за лучшую детскую программу («Улица Сезам»)
- 1981 — премия «Эмми» за лучший сценарий развлекательной, музыкальной или комедийной программы («Маппет-шоу»)